# Anna-Liisa Sysiharju

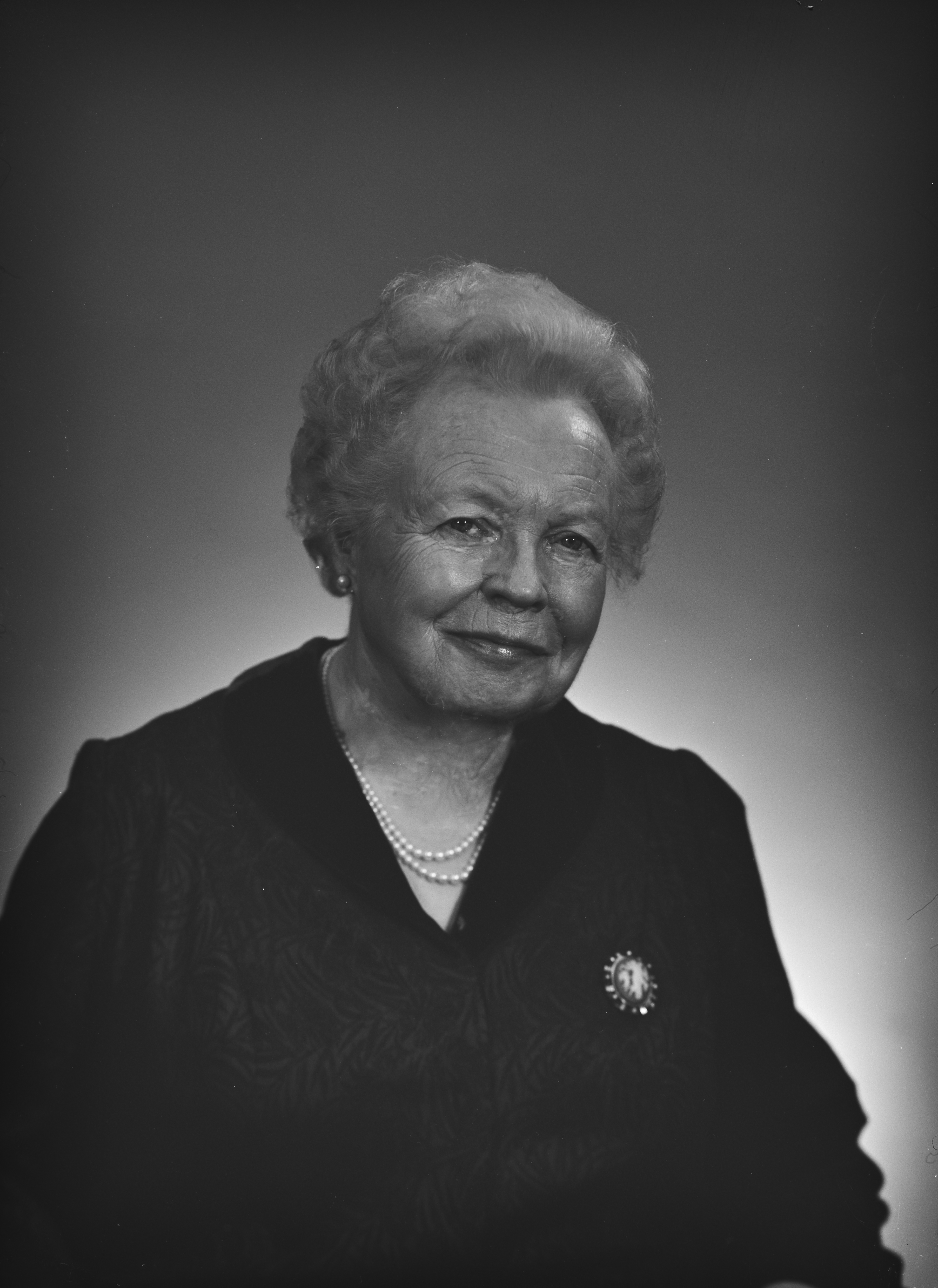
Anna-Liisa Sysiharju.

Anna-Liisa Sysiharju, född 7 juni 1919 i Kajana, död 28 april 2014, var en finländsk pedagog.
Sysiharju blev filosofie doktor 1961 på avhandlingen Equality, home and work. Hon var 1950–1961 lektor i pedagogik vid hushållslärarinstitutet Helsingin kotitalousopettajaopisto och därefter bland annat 1965–1971 forskningsassistent vid statens samhällsvetenskapliga kommission, 1973–1977 biträdande professor i didaktik vid Joensuu högskola och innehade 1979–1982 den svenskspråkiga professuren i pedagogik vid Helsingfors universitet.
Hon var ordförande för ett flertal kommittéer och var en flitig vetenskaplig författare på sitt område. Tillsammans med Riitta Mäkinen skrev hon en biografi över sin farmor, den finska andelsrörelsens moder, Hedvig Gebhard; Eteenpäin ja ylöspäin: Hedvig Gebhardin osuus ja toiminta (2006).